# Hamra sanatorium

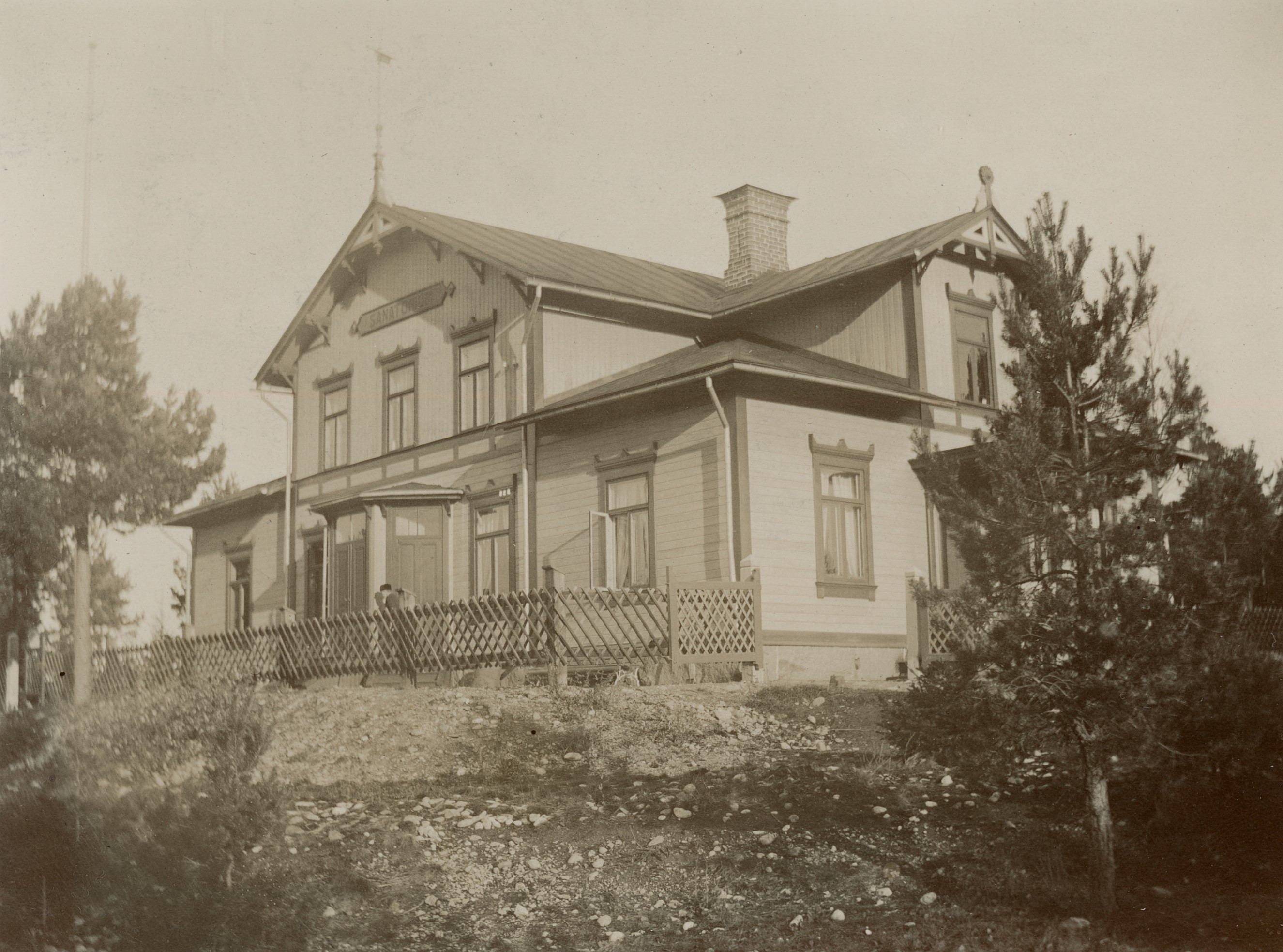
Hamra sanatorium, omkring 1900.

Hamra sanatorium var ett sanatorium för tuberkulossjuka anställda vid Aktiebolaget Separator. Det etablerades i december 1900 på mark tillhörig Hamra gård i Tumba i Botkyrka kommun.
Platsen för sanatoriet är sedan 2023 av SCB definierad som småorten Himmelsbodavägen.